# Dacnis albiventris
Dacnis albiventris là một loài chim trong họ Thraupidae.